# E. Parker McDougal
Elmer Parker McDougal (* 6. August 1924 in Gary (Indiana); † 18. Juli 1994 in Chicago) war ein US-amerikanischer Jazzmusiker (Tenorsaxophon), der in der Musikszene Chicagos aktiv war. Stilistisch war er in seinem Saxophonspiel an Gene Ammons orientiert.

## Leben und Wirken
McDougal wuchs in Chicago auf. Als Schüler spielte er zunächst Klarinette und tourte mit Bluesbands im Süden. Er besuchte um 1944 aufgrund eines Stipendiums das North Carolina College in Durham, wo er Soziologie studierte; dann absolvierte er ein Psychologiestudium am Chicago Teachers College. 1949 entstanden erste Plattenaufnahmen in Chicago, als er in der Band des Sängers/Pianisten Johnny Perry spielte. In den 1950er Jahren spielte er u. a. mit King Fleming und Boots Robinson; ferner wirkte er bei Jamsessions im Jazzclub The Pershing (u. a. mit Johnny Griffin) mit. 1960 spielte er für lokale Label M&M von Tommy „Madman“ Jones die Single Mackin’/Foxxy Minor ein. Im Hauptberuf arbeitete er lange Jahre als Berater (Employment counselor) bei staatlichen Behörden.
Mit Jay C. Peters gründete er die Formation Chicago Hardcore Jazz; 1971 war er Gastsolist bei Ben Webster und Dexter Gordon im Jazzhus Montmartre in Kopenhagen. 1975 legte  McDougal mit Chicago Hard-Core Jazz das Album Initial Visit (Grits Records) vor, an dem Dan Shapera, Bill Yancey, Jim Cottrell, Steve McCall, Wilbur Campbell, Willie Pickens, Fred „Bud“ Hudson und Jay J. Pickens zwischen 1974 und 1980 in wechselnden Besetzungen mitgewirkt hatten. 1981 folgte noch das Live-Album Blues Tour, ebenfalls bei Grits Records, u. a. mit dem Gitarristen George Freeman. Im Bereich des Jazz war er zwischen 1949 und 1980 an sieben Aufnahmesessions beteiligt, zusätzlich am Album My Ancestors von Chicago Beau. 1991 trat er noch in einer Tenor Battle mit Lin Halliday auf. McDougal, der in der South Side Chicagos lebte, starb mit 69 Jahren im Mercy Hospital & Medical Center.